# Shigeto Masuda
Shigeto Masuda (japanisch 増田 繁人 Masuda Shigeto; * 11. Juni 1992 in Kamagaya) ist ein japanischer Fußballspieler.

## Karriere
Masuda erlernte das Fußballspielen in der Schulmannschaft der Ryutsu Keizai University Kashiwa High School. Seinen ersten Vertrag unterschrieb er 2011 bei Albirex Niigata. Der Verein aus Niigata spielte in der höchsten Liga des Landes, der J1 League. 2013 wurde er an den Zweitligisten Thespakusatsu Gunma ausgeliehen. Für Gunma absolvierte er elf Ligaspiele. 2014 lieh ihn der Zweitligist Ōita Trinita aus. 2015 wurde er an den Drittligisten FC Machida Zelvia ausgeliehen. Für den Verein absolvierte er 32 Ligaspiele. 2016 kehrte er zu Albirex Niigata zurück. Im März 2017 wurde er an den Zweitligisten FC Machida Zelvia ausgeliehen. Für den Verein absolvierte er 26 Ligaspiele. Nach insgesamt 16 Erstligaspielen für Niigata wechselte er 2018 ablösefrei zum Zweitligisten Fagiano Okayama. In Okayama stand er bis Ende 2020 unter Vertrag. Im Januar 2021 nahm ihn der Zweitligaaufsteiger Blaublitz Akita für zwei Spielzeiten unter Vertrag. Hier bestritt er 28 Ligaspiele. Im Februar 2023 ging er nach Australien. Hier spielte er bis Dezember 2024 für den Heidelberg United FC und den Pascoe Vale FC.